# 畢業生行不行
是一部2009年的美國獨立浪漫喜劇電影，由維姬·傑森執導，主演是艾麗絲·布莉達。
本片早初的暫定名稱是《Ticket to Ride》，然後是《The Post-Grad Survival Guide》。本片於2009年8月21日上映。

## 演員
- 艾麗絲·布莉達 飾
- 扎克·基爾福德 飾 Adam Davies
- 米高·基頓 飾 Walter Malby
- 珍·林奇 飾 Carmella Malby
- 卡萝尔·伯内特 飾 Maureen Malby
- 鮑比·科爾曼（英语：Bobby Coleman） 飾 Hunter Malby
- 羅德林哥·桑特羅 飾 David Santiago
- 凱瑟琳·雷特曼（英语：Catherine Reitman） 飾 Jessica Bard
- 克雷格·羅賓森 飾 殯儀員
- J·K·西蒙斯 飾 Roy Davies
- Mary Anne McGarry 飾 Barbara Snaff
- 范妮莎·布蘭奇 飾 接待員
- 弗雷德·阿米森 飾 Guacanator pitchman
- 亞歷山德拉·荷頓（英语：Alexandra Holden） 飾 Cute funky girl
- 安迪·達利 飾 Lloyd Hastings
- 狄米崔·馬丁（英语：Demetri Martin） 飾 電視廣告製作人
- 沃爾特·伊曼紐·瓊斯（英语：Walter Emanuel Jones） 飾 Voice Cast

## 外部連結
- 開眼電影網上《畢業生行不行》的資料（繁體中文）
- 豆瓣电影上《毕业生生存指南》的資料 （简体中文）
- 时光网上《毕业生生存指南》的資料（简体中文）
- AllMovie上《畢業生行不行》的资料（英文）
- 爛番茄上《畢業生行不行》的資料（英文）
- Box Office Mojo上《畢業生行不行》的資料（英文）
- TCM电影资料库上《畢業生行不行》的资料（英文）
- Metacritic上《畢業生行不行》的資料（英文）
- 互联网电影数据库（IMDb）上《畢業生行不行》的资料（英文）